# Gavin Creel
Gavin James Creel, né le 18 avril 1976 et mort le 30 septembre 2024, est un acteur, chanteur et auteur-compositeur américain surtout connu pour son travail dans le théâtre musical. Au cours de sa carrière, il reçoit un Grammy Award, un Tony Award, un Drama Desk Award et un Laurence Olivier Award.
Gavin Creel fait ses débuts à Broadway en 2002 dans le rôle principal de Jimmy dans Thoroughly Modern Millie avant de jouer le rôle de Claude dans la reprise de Broadway de Hair en 2009, deux performances nommées aux Tony Awards. De 2012 à 2015, il joue le rôle d'Elder Price dans The Book of Mormon ; il a reçu un Laurence Olivier Award pour avoir créé le rôle dans la version West End de la comédie musicale et a joué le rôle lors de la tournée nationale américaine et à Broadway. Il a reçu un Tony Award en 2017 pour son interprétation de Cornelius Hackl dans Hello, Dolly! à Broadway.
Il joue également dans La Cage aux Folles (2004), She Loves Me (2016), Waitress(2019) et Into the Woods (2022) à Broadway, Mary Poppins (2006) et Waitress (2020) dans le West End, et les tournées nationales de Fame (1998) et Into the Woods (2023). Principalement acteur de théâtre, son rôle le plus notable au cinéma est celui de Bill dans Eloise at the Plaza et sa suite sur le thème de Noël.

## Biographie

### Jeunesse et éducation
Gavin Creel est né à Findlay, Ohio, le 18 avril 1976. Il est élevé dans un environnement très religieux qu'il trouvait très aliénant et s'est tourné vers le théâtre pour y échapper. Il fréquente le lycée de Findlay, dont il sort diplômé en 1994. Il obtient un Bachelor of Fine Arts en théâtre musical à l'école de musique, de théâtre et de danse de l'université du Michigan en 1998.

### Carrière

#### 1997–2001: début de carrière
Gavin Creel commence sa carrière professionnelle dans le théâtre régional. Parmi ses premiers crédits figurent ceux de la distribution résidente du Pittsburgh CLO, un théâtre de répertoire, pour les saisons 1997 et 1998 ; principalement des rôles d'ensemble, certaines de ses huit productions y comprenaient Kiss Me, Kate, La Cage aux folles et On the Town.
Après avoir obtenu son diplôme universitaire, Creel joue Nick Piazza dans la distribution d'ouverture de la tournée nationale de 1998 de Fame. En 1998-1999, la tournée s'est produite dans des villes comme Toronto, Washington et Chicago. Après la tournée, il continue à se produire dans des théâtres régionaux avant de déménager à New York au début des années 2000. En 2001, il prend part de la production off-Broadway originale de Bat Boy: The Musical. Il a également participé à l'atelier de 2001 de Spring Awakening.

#### 2002–2012: Débuts à Broadway et percée
En 2002, Gavin Creel fait ses débuts à Broadway dans la production originale Thoroughly Modern Millie, incarnant le rôle de Jimmy Smith aux côtés de Millie Dillmount de Sutton Foster. Une performance décisive lui a valu une nomination pour le Tony Award de la meilleure performance d'un acteur principal dans une comédie musicale. En février 2003, il joue le prince Eric dans un atelier pour l'adaptation scénique de Disney de La Petite Sirène. Après avoir quitté Thoroughly Modern Millie en avril 2003, il joue dans la production originale de Road Show de Stephen Sondheim, alors intitulée Bounce, et enregistre l'album original de Bright Lights, Big City, entre autres productions et ateliers. Il convient de noter qu'il fait ses débuts d'acteur à l'écran dans le film de 2003 Eloise at the Plaza et sa suite Eloise at Christmastime dans le rôle de Bill.
Il revient à Broadway en 2004 dans la reprise de La Cage aux Folles. Il joue Jean-Michel tout au long de la production. En 2006, il fait ses débuts à West End dans Mary Poppins. Il remplace Bert dans la production originale. Également en 2006, il sort son premier album studio Goodtimenation. En 2008, Creel devait jouer le rôle de Jésus aux côtés de Joshua Henry dans le rôle de Judas / Jean-Baptiste et Diana DeGarmo dans une reprise de Broadway de Godspell au Théâtre Ethel Barrymore, mais le 19 août, il a été annoncé que le spectacle était reporté sine die en raison de la perte d'un investisseur. Il revient à Broadway en 2009 dans la reprise de Hair. Pour son rôle principal de Claude, il reçoit sa deuxième nomination au Tony Award du meilleur acteur dans une comédie musicale. Lui et le reste de la distribution se sont produits à Londres jusqu'en 2010, date à laquelle la production a été transférée au West End. Après Hair, il joue dans la première mondiale de Prometheus Bound au American Repertory Theater.

#### 2012–2024: Rôles continus au théâtre
De 2012 à 2015, Creel jouée dans une série de productions de The Book of Mormon. Il joue d'abord le rôle d'Elder Price dans la première tournée nationale du spectacle en 2012. Il a ensuite créé le rôle dans la production originale de la comédie musicale dans le West End ; pour cette performance, il a reçu le prix du meilleur acteur dans une comédie musicale aux Laurence Olivier Awards 2014.
Creel joue Steven Kodaly, aux côtés de Jane Krakowski, dans la reprise de Broadway de She Loves Me en 2016. Le spectacle a été un succès critique et la production est devenue le premier spectacle de Broadway à être diffusé en direct. Depuis lors, l'enregistrement fait partie de la série Great Performances de PBS.
En 2017, il commence à jouer Cornelius Hackl dans la reprise de Broadway de Hello, Dolly! avec Bette Midler. Pour son rôle, Creel a reçu le Tony Award 2017 du meilleur acteur dans un rôle principal dans une comédie musicale. En 2019, il assume le rôle du Dr. Pomatter dans la production de Broadway de Waitress. Il joue ensuite le rôle dans la production du West End de la comédie musicale aux côtés de Sara Bareilles.
En 2021, Gavin Creel est apparu dans deux épisodes d'American Horror Stories aux côtés de Matt Bomer et Sierra McCormick. Le 29 août 2021, Creel a été présenté dans le concert diffusé par le réseau Public Broadcasting Service (PBS) pour la comédie musicale Wicked, animé par Kristin Chenoweth et Idina Menzel. Les autres artistes présentés étaient Rita Moreno, Cynthia Erivo, Ariana DeBose, Ali Stroker, Amber Riley, Mario Cantone, Jennifer Nettles, Stephanie Hsu, Alex Newell, Isaac Cole Powell et Gabrielle Ruiz, interprétant de nombreux numéros de la comédie musicale.
En mai 2022, Creel apparaît dans le rôle du loup et du prince de Cendrillon dans la production du New York City Center Encores! et la reprise ultérieure à Broadway en juin de Into the Woods. Il quitte la production le 23 juillet pendant deux semaines et est remplacé par Cheyenne Jackson et la doublure Jason Forbach. Il revient pendant un mois puis repart le 4 septembre pendant 10 jours et est remplacé par Andy Karl. Il revient à la production le 16 septembre et reste avec le casting jusqu'à sa date de clôture le 8 janvier 2023. Pendant la tournée de Broadway, il joue aux côtés de Bareilles, Karl, Joshua Henry, Phillipa Soo, Brian d'Arcy James, Patina Miller, Stephanie J. Block, Krysta Rodriguez, Denée Benton, Julia Lester, Sebastian Arcelus, Montego Glover, Diane Phelan et Joaquina Kalukango. Il a repris ces rôles lors de la tournée nationale de 2023 aux côtés de Glover, Block, Arcelus, Forbach, Phelan, Rodriguez et Karl.
La première fois que Creel a interprété une chanson de sa comédie musicale auto-écrite, c'était au Elsie Fest en 2019, où il a présenté la chanson "The Only One". En 2021, Creel a donné deux représentations d'un " concert-cal " auto-décrit intitulé Walk on Through: Confessions of a Museum Novice, pour lequel Creel a été chargé d'écrire et d'interpréter le livret, la musique et les paroles par le Metropolitan Museum of Art. En décembre 2022, deux lectures de Walk on Through ont eu lieu au Pershing Square Signature Theatre Center. Creel a longuement parlé de son travail sur cette pièce avant et pendant la pandémie de COVID-19. Sa première mondiale a eu lieu à Off-Broadway en novembre 2023, du 13 novembre au 7 janvier 2024.

### Vie personnelle et mort
Creel était gay et était très impliqué dans le militantisme pour les droits LGBT. Il était l'un des fondateurs, avec Rory O'Malley et Jenny Kanelos, de Broadway Impact, un groupe d'activistes LGBT qui a mobilisé la communauté théâtrale de New York dans la poursuite de l'égalité du mariage. En 2009, Creel est sorti avec l'acteur Jonathan Groff. Au moment de sa mort, il était en couple avec Alex Temple Ward.
En juillet 2024, Gavin Creel se voit diagnostiquer un sarcome mélanotique métastatique de la gaine nerveuse périphérique, une forme rare de cancer.  Il décède de la maladie en soins palliatifs à son domicile de Manhattan le 30 septembre 2024, à l'âge de 48 ans,.

## Récompenses et nominations
| Année | Récompense                          | Catégorie                                          | Œuvre                    | Résultat   | Ref.   |
| ----- | ----------------------------------- | -------------------------------------------------- | ------------------------ | ---------- | ------ |
| 2002  | Tony Award                          | Best Actor in a Musical                            | Thoroughly Modern Millie | Nomination | [ 21 ] |
| 2009  | Tony Award                          | Best Actor in a Musical                            | Hair                     | Nomination | [ 22 ] |
| 2009  | Drama League Award                  | Distinguished Performance                          | Hair                     | Nomination |        |
| 2010  | GLAAD Media Award                   | Special Recognition Award (shared with cast)       | Hair                     | Honoree    |        |
| 2014  | Laurence Olivier Award              | Best Actor in a Musical                            | The Book of Mormon       | Lauréat    |        |
| 2014  | WhatsOnStage Award                  | Best Actor in a Musical                            | The Book of Mormon       | Lauréat    |        |
| 2017  | Tony Award                          | Best Featured Actor in a Musical                   | Hello, Dolly!            | Lauréat    | [ 23 ] |
| 2017  | Drama Desk Award                    | Outstanding Featured Actor in a Musical            | Hello, Dolly!            | Lauréat    |        |
| 2017  | Outer Critics Circle Award          | Outstanding Featured Actor in a Musical            | Hello, Dolly!            | Lauréat    |        |
| 2023  | Grammy Awards                       | Grammy Award du meilleur album de comédie musicale | Into the Woods           | Lauréat    |        |
| 2023  | Elliot Norton Awards                | Outstanding Visiting Performance in a Musical      | Into the Woods           | Lauréat    |        |
| 2023  | Broadway.com Audience Choice Awards | Favorite Featured Actor in a Musical               | Into the Woods           | Lauréat    |        |
| 2023  | Broadway.com Audience Choice Awards | Favorite Onstage Pair (avec Joshua Henry)          | Into the Woods           | Nomination |        |
| 2023  | Broadway.com Audience Choice Awards | Favorite Funny Performance                         | Into the Woods           | Nomination |        |